# Barletta-Andria-Trani
Barletta-Andria-Trani is de zesde provincie van de Zuid-Italiaanse regio Apulië. Ze is gevormd uit delen van de provincies Bari en Foggia. Het is de enige provincie in Italië met een drievoudige hoofdstad. Aan de kust is het gebied zeer dichtbevolkt, het binnenland is echter amper bewoond. In het westelijke deel van het kustgebied wordt bij Margherita di Savoia veel zeezout gewonnen, de zoutpannen doen tevens dienst als vogelreservaat. De kust is overwegend rotsachtig. Ten zuiden van Andria ligt het immense kasteel, Castel del Monte dat op de Italiaanse 1 eurocent prijkt. Het ligt eenzaam op een heuvel omringd door pijnbomen. Nog zuidelijker ligt de streek Murge een dor en eenzaam gebied met kale heuvels. Van de steden is Trani de meest bezienswaardige. De kathedraal van de stad staat aan zee evenals het Normandische kasteel.

## Foto's

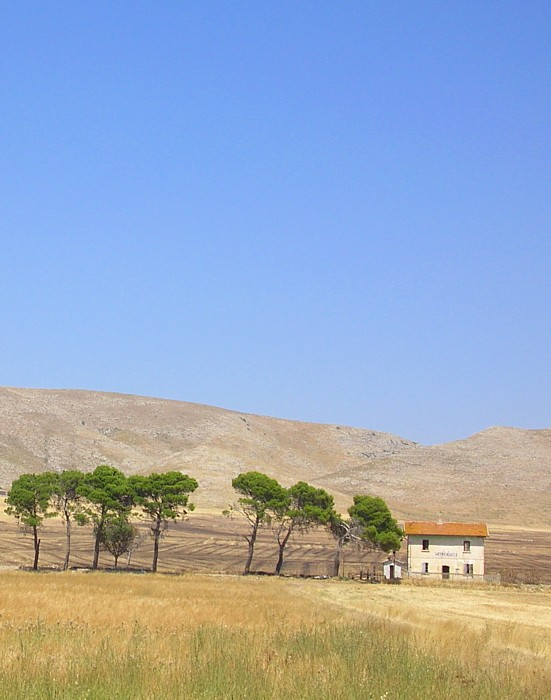
De Murge

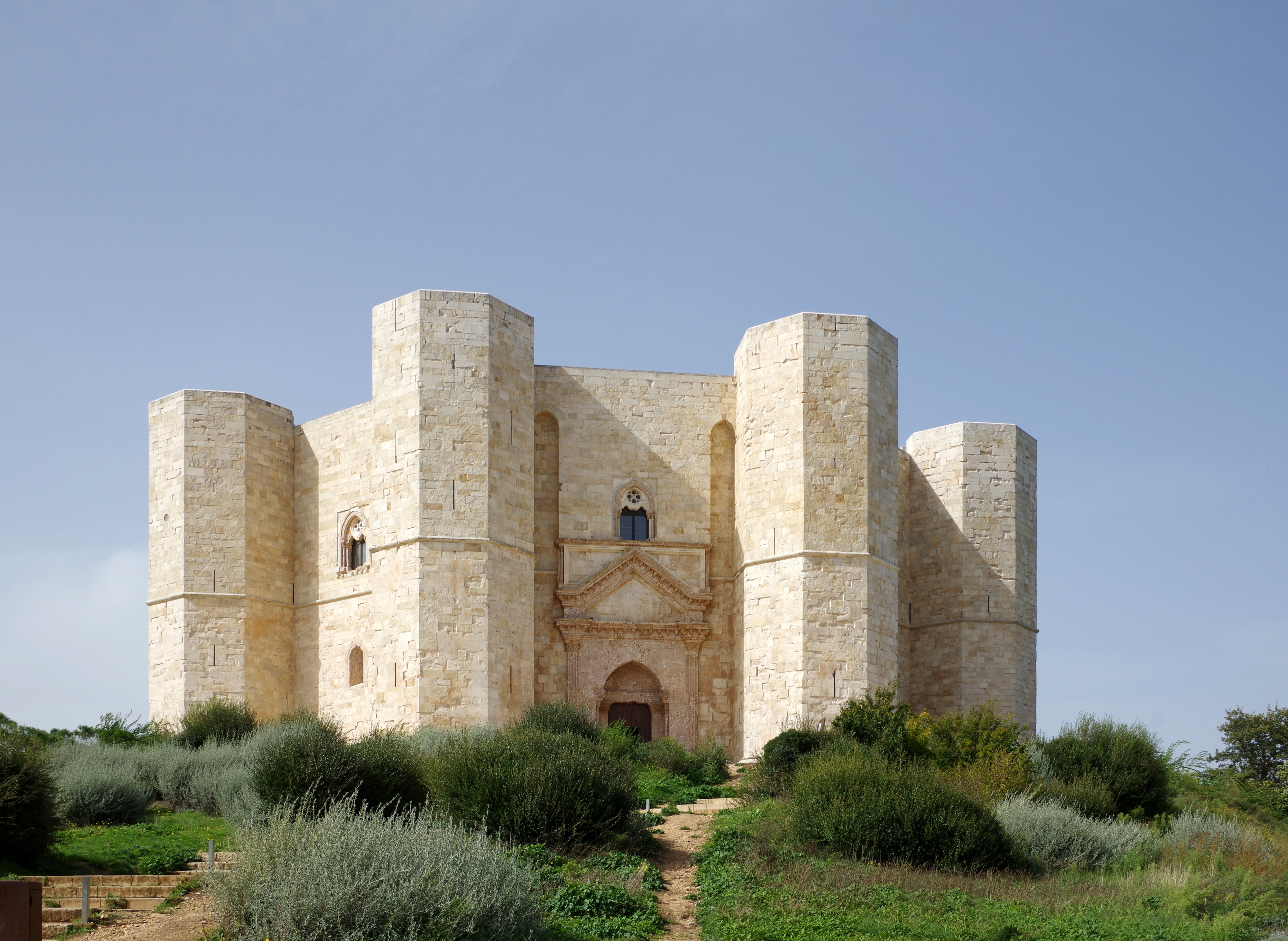
Castel del Monte

## Belangrijke plaatsen
- Barletta (90.602 inw.)
- Andria (95.653 inw.)
- Trani (52.345 inw.)
- Bisceglie (51.210 inw.)
- Canosa di Puglia (30.374 inw.)
- Trinitapoli (14.448 inw.)